# Seenotrettungsstation Schilksee
Die Seenotrettungsstation Schilksee wurde im Rahmen der Olympischen Spiele von 1972 gegründet. Sie liegt am westlichen Ausgang der Kieler Förde in Schleswig-Holstein an der Ostsee. Betreiber der Station im Olympiazentrum Schilksee ist die Deutsche Gesellschaft zur Rettung Schiffbrüchiger (DGzRS), die zur Seenotrettung ein Seenotrettungsboot (SRB) für ihre freiwilligen Helfer aus Kiel-Schilksee und Umgebung stationiert hat.

## Aktuelle Rettungseinheit
Am Steg 1 des Sportboothafens liegt seit September 2023 die JÜRGEN HORST, ein neues Vollkunststoff-SRB der 8,9-Meter-Klasse von der finnischen Werft Arctic Airboat. Das Boot hat die 10,1 Meter lange GERHARD ELSNER der 10,1-Meter-Klasse abgelöst, die ab 2019 in Schilksee stationiert war und anschließend von der DGzRS an die Station in Lauterbach auf Rügen verlegt wurde.
Die Alarmierung der Seenotretter erfolgt im Regelfall durch die Zentrale der DGzRS in Bremen, wo die Rettungsleitstelle See (MRCC Bremen) ständig alle Alarmierungswege für die Seenotrettung überwacht.

## Einsatzgebiet
Das Einsatzgebiet der Seenotrettungsstation Schilksee ist das sehr stark befahrene Seegebiet, das nach Süden über Friedrichsort bis in die Innenförde und nach Norden in der Außenförde über die Strander Bucht bis zur Halbinsel Dänischer Wohld reicht, vor der die Untiefe Stollergrund liegt. Aufgrund der vielen Yacht- und Sportboothäfen an der gesamten Kieler Förde ist das Revier durch intensiven Segelsport geprägt. Jedes Jahr finden zahlreiche Regattaserien mit großen Feldern in fast allen Bootsklassen statt. Höhepunkt im Jahr ist das größte Segelsportereignis der Welt, die Kieler Woche. Hauptsächlich sind daher Rettungseinsätze für Segel- und Sportboote erforderlich, aber bisweilen müssen die Retter auch Angelkuttern oder kleinen Angelbooten beistehen. Die nahe gelegene Strander Bucht wird von vielen Surfern und Kitesurfern genutzt.
Im Tiefwasserteil der Förde verkehren die großen Fähren nach Skandinavien, die Fracht- und Kreuzfahrtschiffe zu den Ostseehäfen sowie Schiffe der Deutschen Marine und Ausflugsschiffe. Für die Großschifffahrt ist die Schilksee gegenüber liegende Rettungsstation in Laboe verantwortlich, die über einen permanent besetzten Seenotrettungskreuzer verfügt.

## Zusammenarbeit
Als Sammelort und Werkstatt für die Freiwilligen besteht seit 1999 an der Strandpromenade des Olympiazentrums Schilksee ein Stationsgebäude. Somit kann das SRB am Steg 1 auf kürzesten Weg erreicht werden. Bei Such- und Hilfseinsätzen auf der Ostsee erfolgt eine gegenseitige Unterstützung der Kollegen der Nachbarstationen:
- Kreuzer der Seenotrettungsstation Laboe
- Boot der Seenotrettungsstation Eckernförde

## Historie der Seenotrettungsboote
| Stationierung von Seenotrettungsbooten |                    |          |                   |                            |         |                    |                              |
| Zeitraum                               | Schiffsname        | Reg.-Nr. | Länge oder Klasse | Anz. Motoren ges. Leistung | Geschw. | vorige Station     | Verlegung nach oder Verbleib |
| 1972 → 1990                            | GRIETJE            | KRST 14  | 7-m-Klasse (I)    | 1 → 54 PS                  | 10,0 kn | Neubau             | → Vitte                      |
| 1976 → 1987                            | MARTJE             | KRST 15  | 7-m-Klasse (I)    | 1 → 54 PS                  | 10,0 kn | Neubau             | → ausgemustert               |
| 1987 → 2012                            | ASMUS BREMER       | KRST 29  | 8,5-m-Klasse      | 1 → 220 PS                 | 18,0 kn | Neubau             | ausgemustert → Museum        |
| 1994 → 1999                            | SÜDPERD            | KRST 17  | 7-m-Klasse (I)    | 1 → 54 PS                  | 10,0 kn | von Lauterbach     | ausgemustert → Museum        |
| 1999 → 2003                            | ELTJE (II)         | KRT 13   | 7-m-Klasse (I)    | 1 → 68 PS                  | 10,0 kn | von Schleswig      | → ausgemustert               |
| 2003 → 2012                            | MARIE LUISE RENDTE | KRST 30  | 8,5-m-Klasse      | 1 → 220 PS                 | 18,0 kn | von Ueckermünde    | ausgemustert                 |
| 2012 → 2015                            | FRANZ STAPELFELDT  | KRST 31  | 8,5-m-Klasse      | 1 → 220 PS                 | 18,0 kn | aus Reserve        | ausgemustert                 |
| 2012 → 2019                            | WALTER ROSE        | TB 32    | 9,5-m-Klasse      | 1 → 320 PS                 | 18,0 kn | SK HERMANN MARWEDE | → Trainingszentrum DGzRS     |
| 2019 → 2023                            | GERHARD ELSNER     | SRB 73   | 10,1-m-Klasse     | 1 → 380 PS                 | 18,0 kn | Neubau             | → Lauterbach                 |
| seit 2023                              | JÜRGEN HORST       | SRB 86   | 10,1-m-Klasse     | 1 → 380 PS                 | 18,0 kn | Neubau             | auf Station                  |

Quelle: 